# Mirsini
Mirsini (en grec, Μυρσίνη) és un poble de Grècia situat a l'illa de Creta. Pertany a la unitat perifèrica de Lassithi i al municipi i a la unitat municipal de Sitia. L'any 2011 tenia 147 habitants.

## Arqueologia

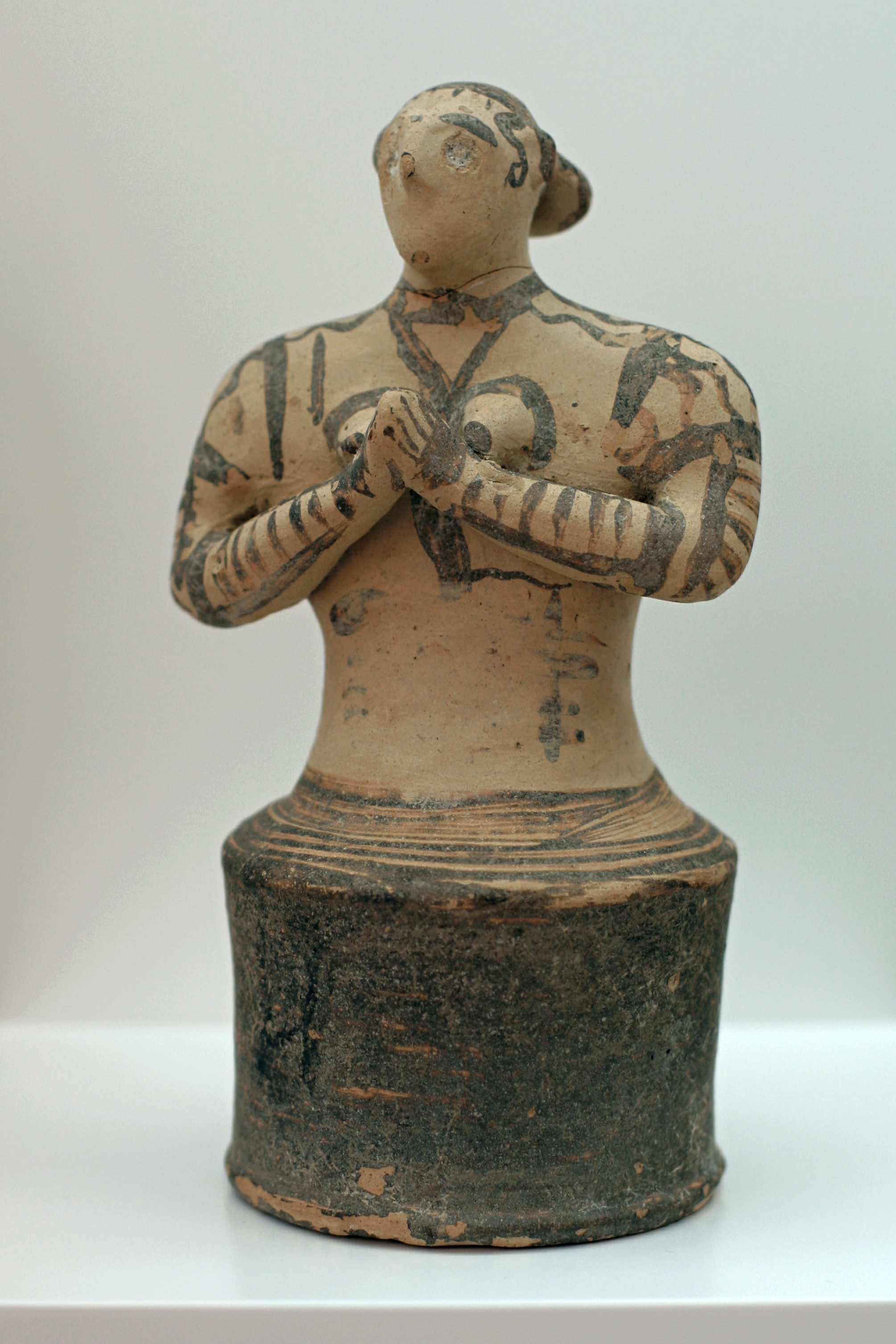
Figureta de terracota minoica trobada a Mirsini

A l'àrea de Mirsini s'han trobat diverses restes arqueològiques del període minoic. Aquesta àrea és propera a l'illa de Mokhlos, on també s'han trobat importants restes d'aquesta civilització.

### Galana Jarakia
A Galana Jarakia aparegué un tolos pertanyent al període comprés entre el minoic antic III i el mitjà I (entre 2300-1900 ae) que contenia més de 60 enterraments en pitxers funeraris, sarcòfags, pous o dipositats al sòl del túmul. Les troballes inclouen gerres i recipients diversos, així com altres objectes d'argila i pedra. Aquesta tomba, l'excavà Nikolaos Platon cap al 1960, amb Yannis Sakellarakis i Efi Sapouna.

### Aspropilia
Al turó d'Aspropilia, s'han trobat les restes d'una necròpoli minoica que consta de 12 tombes del període minoic recent III. S'ha esbrinat que es reutilitzaren durant un període que enclou des del minoic recent IIIA1 fins al minoic recent IIIC. La ceràmica predominant pertany al període minoic recent IIIB. D'altra banda, es dona la circumstància que el període de major ús d'aquesta necròpoli coincideix amb la disminució de restes del cementiri del proper jaciment de Mokhlos però s'ignora la ubicació de l'assentament d'on procedien les restes enterrades ací. Podrien pertànyer a un assentament del qual s'han trobat restes d'algunes cases a Lenika-Kastellos, dels períodes minoic antic III i protogeomètric, però no és segur.
Les tombes havien estat saquejades o destruïdes, i la mala conservació d'algunes n'ha dificultat conéixer el nombre de sepultures. Algunes eren tombes de cambra i altres cavitats simples cavades a la roca. A més, s'hi donen conjuntament enterraments en larnax i enterraments en pitos.
Entre les troballes figuren moltes peces de ceràmica que han revelat clares semblances amb la ceràmica de Mokhlos; petxines, espases, una pedra d'esmolar, un espill de bronze i grans.
Aquest jaciment, l'excavà Nikolaos Platon al 1959 i posteriorment les restes les estudià Atanasios Kandas.
D'altra banda, al poble de Mirsini, un llaurador trobà de manera fortuïta una figureta femenina de terracota amb les mans juntes sobre el pit i vestit cilíndric, al costat d'alguns recipients. Aquesta figureta s'ha datat en el minoic recent IIIA.

### Jalinomuri
A Jalinomuri s'han trobat les restes d'una vil·la rural de sis habitacions i tombes pertanyents al període minoic tardà. A les tombes aparegueren també algunes armes i recipients.

### Palia Vardia
A la zona de Palia Vardia, Nikolaos Platon trobà les restes d'un altre edifici minoic de 9 x 14 m.